# رابرت مک‌کی
رابرت مکی (به انگلیسی: Robert Mckee) (زاده ۱۹۴۱) فیلم‌نامه‌نویس و منتقد سینمایی معاصر آمریکایی است.
سمینار های داستانی رابرت مک کی در سراسر جهان از جمله بوستون، مسکو، آمستردام، پکن، بمبئی، پاریس، ریودوژانیرو ، سیدنی و سالانه در شهر نیویورک، لس آنجلس و لندن برگزار شده است.  این سمینار سه روزه اصول داستان نویسی را به نویسندگان آموزش می دهد.  "سمینارهای ژانر" یک روزه مک کی به نویسندگان سبک های مختلف داستان گویی از جمله هیجان انگیز، کمدی، ترسناک، داستان عاشقانه، داستان اکشن و نوشتن برای تلویزیون را به نویسندگان آموزش می دهد.
مک کی به جای آموزش داستان به‌عنوان شکلی «مکانیکی»، توجه خود را به آموزش اصول داستان جلب کرد و به نویسندگان تئاتر، رمان، فیلم و تلویزیون اجازه داد تا آن‌ها را هر طور که می‌خواهند به کار ببرند، مشروط بر اینکه داستان در نهایت «کار کند».
پس از مشاوره در مورد داستان سرایی تجاری برای شرکت های چندملیتی از جمله مایکروسافت، نایک، هیولت پاکارد، تایم وارنر و زیمنس، در سال ٢٠١٣ مک کی سمیناری را برای جامعه تجاری در لس آنجلس، نیویورک، پکن و مالت راه اندازی کرد.  در سال ٢٠١٨، مک کی با بازاریاب دیجیتال همکاری کرد…
انتقاد ها به مک کی
مک کی توسط نویسنده جو استرهاس به خاطر آموزش فیلمنامه نویسی بدون داشتن فیلمنامه ای از او به عنوان فیلم مورد انتقاد قرار گرفته است.[5][6]  (با این حال، مک کی به عنوان نویسنده فیلم تلویزیونی آبراهام در سال 1994 شناخته می شود.)[7] مک کی به چنین انتقاداتی پاسخ داده و گفته است: «دنیا پر از افرادی است که چیزهایی را آموزش می دهند که خودشان نمی توانند انجام دهند»، در حالی که اعتراف کرده است که اگرچه او  تمام فیلمنامه‌های نوشته‌شده‌اش را فروخت، اما او هنوز فاقد اعتبار روی صفحه‌نمایش است، زیرا آنها فقط انتخاب شده بودند و هرگز توسط استودیوها تولید نشدند.[3]
بسیاری از ایده هایی که او مورد بحث قرار می دهد از زمان ارسطو وجود داشته و در آثار ویلیام آرچر ظاهر شده است.[8]  با این وجود، خود مک کی به شاگردانش می‌گوید که ارسطو اساس بسیاری از مطالبی است که او تدریس می‌کند، بسیاری از نوشته‌های خود در مورد تعارض و نمایشنامه را مدیون تدریس کنت تورپ روو می‌داند، و او اغلب برخی از نوشته‌های جان هوارد لاوسون را در سمینار خود توزیع می‌کند:  او پیشینیان خود را تصدیق می کند و هرگز ادعا نمی کند که در حال ابداع یک رویکرد کاملاً جدید برای داستان سرایی است.[9]  علاوه بر این، او ادعا می‌کند که بسیاری از چیزهایی که تدریس می‌کند، دانش رایج 50 یا 60 سال پیش بوده است، اما فیلم‌نامه‌نویسان ارتباط خود را با اصول داستان‌سرایی از دست داده‌اند.  او در مصاحبه ای با CBC گفت که ارائه سخنرانی خود در دهه 1930، دهه 40 یا 50 "مضحک بود".[10]  مک کی در آثار متعددی نیز حضور دارد و مورد نقد قرار می گیرد، به عنوان مثال، میسیونر اثر نویسنده فرانسوی ژان اسفار.

## اوایل زندگی در تئاتر
رابرت مک کی کار تئاتر خود را در سن ٩ سالگی با ایفای نقش اصلی در تئاتر اجتماعی مارتین کفاش آغاز کرد.  او بازیگری را در نوجوانی در تئاتر در زادگاهش دیترویت، میشیگان ادامه داد.  پس از دریافت بورسیه ایوانز، در دانشگاه میشیگان تحصیل کرد و مدرک لیسانس خود را در رشته ادبیات انگلیسی گرفت.  او در دوران لیسانس در بیش از ٣٠ اثر بازی کرد و کارگردانی کرد.  استاد نویسندگی خلاق مک کی، کنت تورپ روو بود.
مک کی پس از اتمام مدرک لیسانس هنر، با APA (انجمن هنرمندان تولید کننده) شرکت رپرتوری تور کرد و در کنار هلن هیز، رزماری هریس و ویل گیر در برادوی ظاهر شد.  او سپس بورسیه تئاتر حرفه ای را دریافت کرد و به آن آربور، میشیگان بازگشت تا مدرک کارشناسی ارشد خود را در هنرهای تئاتر دریافت کند.
پس از فارغ التحصیلی، مک کی کارگردانی شرکت رپرتوری تولدو را بر عهده گرفت، با جشنواره درام آمریکایی بازی کرد و مدیر هنری تئاتر آرون دروی شد.  از آنجا او به لندن سفر کرد تا موقعیت هنرمند در محل اقامت در شرکت تئاتر ملی را بپذیرد و در آنجا در تئاتر اولد ویک تولید شکسپیر را مطالعه کرد.  او سپس به شهر نیویورک بازگشت و هفت سال بعد را به عنوان بازیگر/کارگردان گذراند.

## افتخارات
رابرت مک کی یکی از مشهورترین سخنرانان فیلمنامه نویسی است.  شاگردان سابق مک کی شامل بیش از ۶۵ برنده جایزه اسکار، ٢٠٠ برنده جایزه امی، ١٠٠ برنده جایزه WGA (انجمن نویسندگان آمریکا) و ۵٠ برنده جایزه DGA (انجمن کارگردانان آمریکا) هستند (همه قبل یا بعد از بردن جایزه خود در دوره مک کی شرکت کرده اند.  همه برای نوشتن، جایزه کتاب سال بریتانیا و جایزه پولیتزر برای نویسندگی بلند تعلق گرفت.  برخی از دانشجویان برجسته سابق که اخیرا برنده یا نامزد اسکار شده اند.
بسیاری از فیلمنامه‌نویسان و بازیگران مطرح برجسته‌ای مانند پیتر جکسون، جین کمپیون، جفری راش، پل هگیس، آکیوا گلدزمن، ویلیام گلدمن، دیوید بووی، کرک داگلاس و تونی کی در کلاس‌های او شرکت کرده اند.

## در زبان فارسی
- داستان ساختار، سبک و اصول فیلم‌نامه‌نویس. ترجمه محمد گذرآبادی۰ انتشارات هرمس ۱۳۸۲
- دیالوگ، هنر کنش کلامی بر صفحه، صحنه و پرده. برگردان: مهتاب صفدری. انتشارات افراز ۱۳۹۷
- شخصیت هنر طراحی نقش و بازیگر برای کتاب، صحنه نمایش و سینما. ترجمه محمد گذرآبادی و پویا گذرآبادی (در حال ترجمه) ۱۴۰۲